# Bellinge
Bellinge – miasto w Danii, w regionie Dania Południowa, w gminie Odense.